# Conte d'automne
Conte d'automne is een Franse dramafilm uit 1998 onder regie van Éric Rohmer.

## Verhaal
De 45-jarige Magali is de eigenaar van een wijngaard in het zuiden van Frankrijk. Haar vriendin zet voor haar een contactadvertentie. Ook haar zus wil haar aan een man koppelen. Uiteindelijk valt ze voor Gérard.

## Rolverdeling
| Acteur           | Personage    |
| ---------------- | ------------ |
| Marie Rivière    | Isabelle     |
| Béatrice Romand  | Magali       |
| Alain Libolt     | Gérald       |
| Didier Sandre    | Étienne      |
| Alexia Portal    | Rosine       |
| Stéphane Darmon  | Léo          |
| Aurélia Alcaïs   | Émilia       |
| Matthieu Davette | Grégoire     |
| Yves Alcaïs      | Jean-Jacques |